# Teodor Pawłowski
Teodor Pawłowski herbu Haugwicz – miecznik pruski w latach 1746–1760, sędzia tczewski w 1746 roku, ławnik tczewski w latach 1733–1746.
Był członkiem konfederacji generalnej zawiązanej 27 kwietnia 1733 roku na sejmie konwokacyjnym 1733 roku.